# Konrad Escher
Konrad Escher (Zürich, 21 oktober 1882 - aldaar, 18 september 1944) was een Zwitsers kunsthistoricus en hoogleraar aan de Universiteit van Zürich.  

## Biografie
Konrad Escher was een zoon van bankier en politicus Hans Konrad. Hij studeerde kunstgeschiedenis, algemene geschiedenis en archeologie aan de Universiteit van Zürich, de Universiteit van Straatsburg en in Berlijn. In 1906 behaalde hij in Zürich een doctoraat en in 1909 een habilitatie in Bazel. In 1918 werd hij privaatdocent, in 1922 hoogleraar en in 1928 (tot 1944) buitengewoon hoogleraar middeleeuwse en moderne kunstgeschiedenis aan de Universiteit van Zürich. In 1934 werd hij voorzitter van de Gesellschaft für Schweizerische Kunstgeschichte. Hij was de bezieler van het project "Kunstdenkmäler der Schweiz"/"Monuments d'art et d'histoire de la Suisse".

## Werken
- (de)  Untersuchungen zur Geschichte der Wand- und Deckenmalerei in der Schweiz, 1906.
- (de)  Barock und Klassizismus, 1910.
- (de)  Miniaturen in den Basler Bibliotheken, Museen und Archiven, 1917.